# Карцином
Карцином (од грчке речи, καρκινωμα, karkinoma, што значи рак (karkinos), бол или чир) је врста злоћудног (малигног) рака (тумора) која се развија из епителских ћелија. Прецизније, карцином је злоћудни епителни рак, тумор или канцер који почиње у ткиву које облаже унутрашње органе (епител) или спољашње површине тела (кожа), и који настаје из ћелија које потичу из ендодерма, мезодерма и ектодерма, који су слојеви клица током ембриогенезе.
Карциноми се јављају у стањима, када је ДНК ћелије оштећена или измењена, па ћелија почиње неконтролисано да раста и постаје злоћудна (малигна). 

## Класификација
Од 2004. године, у научној заједници није осмишљен и прихваћен једноставан и свеобухватан систем класификације. Традиционално, међутим, злоћудни или малигни тумори су генерално класификовани у различите типове применом комбинације критеријума, који укључују:

### Тип ћелије од које почињу
Епителне ћелије ⇨ карцином
Нехематопоетске мезенхимске ћелије ⇨ сарком
Хематопоетске ћелије
- Ћелије изведене из коштане сржи које нормално сазревају у крвотоку ⇨ леукемија
- Ћелије изведене из коштане сржи које нормално сазревају у лимфном систему ⇨ лимфом

Полне ћелије ⇨ гермином

### Други критеријуми
Као други критеријуми разматрају се облици у којима злоћудне или малигне ћелије личе на своје нормалне, нетрансформисане сроднике:
- Појава локалног ткива и стромалне архитектуре.
- Анатомска локација из које настаје рак или тумори.
- Генетске, епигенетске и молекуларне карактеристике.

## Епидемиологија
Док се рак генерално сматра болешћу старости, деца такође могу да оболе од рака. Мада за разлику од одраслих, карциноми код деце су изузетно ретки (са мање од 1% дијагноза карцинома).
Два највећа фактора ризика за карцином јајника код жена су старост и породична анамнеза.

## Етиопатогенеза
Карцином је најчешћи тип рака. Почиње у епителном ткиву коже , или у ткиву које облаже унутрашње органе, као што су јетра  или бубрези . Карциноми се могу проширити на друге делове тела или бити ограничени на примарну локацију. Болест има различите облике, укључујући:
- Карцином ин ситу - рак који је у раној фази је ограничен на слој ткива из којег је започео, и није се проширио на околно ткиво или друге делове тела.
- Инвазивни карцином- рак  који се проширио изван примарног слоја ткива до околног ткива.
- Метастатски карцином- рак који се проширио по целом телу на друга ткива и органе.

### Фактори ризика
Иако је немогуће са сигурношћу знати ко може развити рак, одређени фактори могу повећати ризик. На пример, људи са породичном историјом рака или наследном генетском мутацијом могу бити изложени већем ризику.
Код свих врста карцинома, ризик се повећава са:
- старошћу,
- злоупотребом алкохола,
- злоупотребом дувана
- излагањем ултраљубичастом (УВ) зрачењу  сунца или соларијума,
- изложености хемијским или иритантима животне среди
- додатна тежина или гојазност
- дијета богата шећером и прерађеном храном или црвеним месом
- физичка неактивност
- историја одређених вирусних инфекција, као што је хумани папилома вирус (ХПВ)

## Хистолошка грађа
Карциноми, који су најчешћи тип злоћудног рака, у хистолошком смислу најчешће се деле у две велике  групе: карциноме сквамозних ћелија (ушне шкољке, горњег капка, назалне равни и назалних јастук) и аденокарциноме (епитела који потиче из ткива жлезда), и неколико мешовитих група. 

#### Карцином сквамозних ћелија
Карцином сквамозних ћелија који се састоји од специјализованих ћелија или сквамозних ћелија. Може почети било где где се нормално налазе сквамозне ћелије укључујући кожу, уста, плућа и грлић материце, где је уједно и уобичајена локација ове врло честа врсте рака. Један од разлога зашто је тако чест је тај што може почети било где где се нормално налазе сквамозне ћелије, па када се прегледа под микроскопом, рак изгледа слично без обзира на то где је у телу почео. Карцином сквамозних ћелија се такође може описати као кератинизирајући ако тумор производи посебну врсту протеина званог кератин који се иначе налази на површини коже. Тумори који не производе кератин називају се некератинизирајући карцином сквамозних ћелија.

#### Аденокарцином
Аденокарцином карциноме епитела који потиче из ткива жлезда. Епителна ткива обухватају, између осталих, површински слој коже, жлезде и бројна друга ткива која покривају шупљине и органе тела. Епител може да буде изведен ембриолошки из ектодерма, ендодерма или мезодерма. Да би биле класификоване као аденокарцином, ћелије не морају да буде део жлезда, довољно је да имају секреторна својства. Ова форма карцинома се може јавити код појединих виших сисара, међу којима је човек.

### Аденосквамозни карцином
Аденосквамозни карцином је мешовити рак (тумор) који садржи и аденокарцином и карцином сквамозних ћелија, при чему сваки од ових типова ћелија чини најмање 10% запремине тумора.

### Анапластични карцином
Анапластични карцином припада групи хетерогених карцинома високог степена који карактеришу ћелије којима недостају јасни хистолошки или цитолошки докази о било којој од специфичних диференцираних неоплазми. Ови тумори се називају анапластични или недиференцирани карциноми.

### Карцином великих ћелија
Карцином великих ћелија се састоји од великих, монотоних заобљених или отворено полигоналних ћелија са обилном цитоплазмом.

### Карцином малих ћелија
Карцином малих ћелија се састоји обично од округлих ћелија које су мање, али приближно 3 пута веће од пречника лимфоцита у мировању и са мало видљиве цитоплазме. Повремено, малигни тумори малих ћелија могу сами имати значајне компоненте благо полигоналних и/или вретенастих ћелија.
Постоји велики број ретких подтипова анапластичног, недиференцираног карцинома. Неке од познатијих укључују лезије које садрже псеудосаркоматске компоненте: 
- карцином вретенастих ћелија (садрже издужене ћелије које подсећају на карцином везивног ткива),
- карцином џиновских ћелија (садржи огромне, бизарне, вишејезгарне ћелије)
- саркоматоидни карцином (мешавине вретена и гиганта).

Плеоморфни карцином садржи компоненте вретенастих ћелија и/или гигантских ћелија, плус најмање 10% компоненте ћелија карактеристичних за високо диференциране типове (аденокарцином и/или карцином сквамозних ћелија). 
Веома ретко, тумори могу да садрже појединачне компоненте које личе и на карцином и на прави сарком, укључујући карциносарком и плућни бластом.

## Међународна класификација неоплазми
(8010-8045) Епителне неоплазме 
(8050-8080) Неоплазме сквамозних ћелија
(М8070/3) Карцином сквамозних ћелија,  
(8090-8110) Неоплазме базалних ћелија
(М8090/3) Карцином базалних ћелија,  
(8120-8130) Карциноми прелазних ћелија
(8140-8380) Аденокарциноми
(М8140/3) Аденокарцином,  
(М8142/3) Линитис пластица
(М8155/3) Випом
(М8160/3) Холангиокарцином
(М8170/3) Хепатоцелуларни карцином,  
(М8200/3) Аденоидни цистични карцином
(М8312/3) Карцином бубрежних ћелија
(8390-8420) Неоплазме аднекса и додатка коже
(8430-8439) Мукоепидермоидне неоплазме
(8440-8490) Цистичне, муцинозне и серозне неоплазме
(8500-8540) Дукталне, лобуларне и медуларне неоплазме
(8550-8559) Неоплазме ацинарних ћелија
(8560-8580) Сложене епителне неоплазме

## Терапија
Лечење карцинома варира у зависности од врсте, локације и обима болести, али може укључивати:
Хирургија
У зависности од врсте рака , карцином се може лечити хируршким уклањањем канцерогеног ткива, као и неког околног ткива. Минимално инвазивне хируршке методе лечења могу помоћи у смањењу времена зарастања и смањењу ризика од инфекције након операције.
Радијацијска терапија
Радиотерапија се може користити у комбинацији са операцијом и/или хемотерапијом. Напредне терапије зрачењем користе навођење слике пре и током третмана циљаних тумора и дизајниране су да помогну у очувању здравих ткива и околних органа.
Хемотерапија
Хемотерапија лечи карцином лековима дизајнираним да униште ћелије рака, било у целом телу, или у одређеном подручју. У неким случајевима, хемотерапија се може користити у комбинацији са другим третманима, као што је терапија зрачењем или операција.